# It's good to be me
It's Good To Be Me! es el primer EP del grupo de rock español Dover. Fue publicado el 8 de julio de 2002 a través de EMI-Odeón y Chrysalis. Contiene una canción inédita, cinco versiones en directo (grabadas el 19 de mayo de 2002 en Getafe, Madrid) y dos versiones acústicas.

## Lista de canciones
Todas las canciones escritas y compuestas por Amparo Llanos y Cristina Llanos. 
| N.º   | Título                                    | Duración |  |
| 1.    | «Mystic Love (Inédita)»                   | 2:00     |  |
| 2.    | «My Secret People (Directo)»              | 4:22     |  |
| 3.    | «Better Day (Directo)»                    | 3:16     |  |
| 4.    | «Recluser (Directo)»                      | 3:23     |  |
| 5.    | «King George (Directo)»                   | 3:11     |  |
| 6.    | «Witness (Directo)»                       | 3:45     |  |
| 7.    | «Better Day (Acústica)»                   | 3:34     |  |
| 8.    | «The Weak Hour Of The Rooster (Acústica)» | 4:45     |  |
| 21:54 |                                           |          |  |

| Video Album |                                |          |  |
| N.º         | Título                         | Duración |  |
| 1.          | «King George»                  | 2:54     |  |
| 2.          | «The Weak Hour Of The Rooster» | 4:31     |  |
| 3.          | «Better Day»                   | 3:16     |  |
| 10:41       |                                |          |  |

## Personal
Dover
- Cristina Llanos – Voz y guitarra acústica
- Amparo Llanos – Guitarras
- Jesús Antúnez – Batería
- Álvaro Díez – Bajo